# Nuoto sincronizzato ai XVII Giochi asiatici
Il nuoto sincronizzato ai Giochi asiatici 2014 si è svolto dal 20 al 24 settembre nell'impianto Munhak Park Tae-hwan Aquatics Center di Incheon (Corea del Sud) e ha visto lo svolgimento di 3 gare, tutte femminili.

## Medagliere
| # | Nazione        | Oro | Argento | Bronzo | Totale |
| - | -------------- | --- | ------- | ------ | ------ |
| 1 | Cina           | 3   | 0       | 0      | 3      |
| 2 | Giappone       | 0   | 3       | 0      | 3      |
| 3 | Kazakistan     | 0   | 0       | 2      | 2      |
| 4 | Corea del Nord | 0   | 0       | 1      | 1      |

## Podi
| Evento    | Oro | Argento | Bronzo |
| Duo       | Cina Huang Xuechen Sun Wenyan Sun Yijing                                                                                                | Giappone Yukiko Inui Hikaru Kazumori Risako Mitsui | Kazakistan Alexandra Nemich Yekaterina Nemich Amina Yermakhanova |
| Squadre   | Cina Chen Xiaojun Gu Xiao Guo Li Li Xiaolu Liang Xinping Sun Wenyan Sun Yijing Tang Mengni Yu Lele Zeng Zhen                            | Giappone Miho Arai Aika Hakoyama Yukiko Inui Mayo Itoyama Hikaru Kazumori Kei Marumo Risako Mitsui Kanami Nakamaki Mai Nakamura Kurumi Yoshida                  | Corea del Nord Jong Na-ri Jong Yon-hui Kang Un-ha Kim Jin-gyong Kim Jong-hui Kim Ju-hye Kim U-na Ri Il-sim Ri Ji-hyang Yun Yu-jong                                                                       |
| Combinato | Cina Chen Xiaojun Gu Xiao Guo Li Huang Xuechen Li Xiaolu Liang Xinping Sun Wenyan Sun Yijing Tang Mengni Yin Chengxin Yu Lele Zeng Zhen | Giappone Miho Arai Aika Hakoyama Yukiko Inui Mayo Itoyama Hikaru Kazumori Kei Marumo Risako Mitsui Natsumi Miyazaki Kanami Nakamaki Mai Nakamura Kurumi Yoshida | Kazakistan Aigerim Anarbayeva Xeniya Kachurina Yuliya Kempel Alina Matkova Aisulu Nauryzbayeva Alexandra Nemich Yekaterina Nemich Daniya Talgatova Kristina Tynybayeva Amina Yermakhanova Olga Yezdakova |